# Campiglia Marittima
Campiglia Marittima es una localidad italiana de la provincia de Livorno, región de Toscana, con 13.197 habitantes.

Ubicación de la ciudad de Campiglia Marittima dentro de la provincia de Livorno.

## Evolución demográfica
| Gráfica de evolución demográfica de Campiglia Marittima entre 1861 y 2001 |
|                                                                           |
| Fuente ISTAT - Elaboración gráfica por parte de Wikipedia                 |